# Pedaria taylori
Pedaria taylori är en skalbaggsart som beskrevs av Waterhouse 1890. Pedaria taylori ingår i släktet Pedaria och familjen bladhorningar. Inga underarter finns listade i Catalogue of Life.